# 2023-as úszó-világbajnokság
A 2023-as úszó-világbajnokságot Fukuokában rendezték július 14. és 30. között. Ez volt a Nemzetközi Úszószövetség (FINA) által szervezett 20. úszó-világbajnokság. A vb-n 75 versenyszámban avattak világbajnokot.
A világbajnokság eredeti helyszíne Budapest és Balatonfüred lett volna, 2021. július 23. és augusztus 8. között rendezték volna meg.
Az eredeti helyszínről a Nemzetközi Úszószövetség (FINA) 2013. július 19-én Barcelonában döntött. Négy pályázóból kettő visszalépett, így Dél-Korea és Magyarország maradt az utolsó körben. A dél-koreai Kvangdzsu városa a 2019-es világbajnokság rendezési jogát nyerte el.
2015 márciusában Magyarország átvállalta a rendező nélkül maradt 2017-es világbajnokság lebonyolítását, így a 2021-es vb rendezésére új pályázatot írtak ki. 2016-ban a japán Fukuoka nyerte el a rendezés jogát.

## Az eredeti pályázat

### Pályázók
| Pályázó országok        | Rendező város | Eredmény               |
| ----------------------- | ------------- | ---------------------- |
| Magyarország            | Budapest      | a győztes pályázó      |
| Dél-Korea               | Kvangdzsu     | a 2019-es vb rendezője |
| Azerbajdzsán            | Baku          | visszalépett           |
| Egyesült Arab Emírségek | Abu-Dzabi     | visszalépett           |

### A magyar rendezés
2012 novemberében a magyar kormány hivatalosan jelezte, hogy támogatná egy világbajnokság rendezésére is alkalmas uszodakomplexum építését – az akkori elképzelések alapján Lágymányoson. Bár a jelentkezési határidő 2012. november 1-jén lejárt, a Magyar Úszó Szövetség (MÚSZ) nem látta reménytelennek a rendezés elnyerését. 2012 decemberében a kormányszóvivő bejelentette, hogy a Tüskecsarnok mellett építendő uszoda kapacitása nem lesz alkalmas világverseny megrendezésére. 2013 márciusában Orbán Viktor miniszterelnök tárgyalásokat folytatott Paolo Barellivel, a Nemzetközi Úszószövetség (FINA) főtitkárával. A MÚSZ február végén jelezte hivatalosan pályázati szándékát a FINA-nál. A pályázati dokumentumokat 2013 március végén adták át.
2013 júniusában a Magyar Úszás Napja sajtótájékoztatóján jelentették be, hogy a világbajnokságra a Dagály fürdő közelében építenek 17–19 ezer néző befogadására alkalmas uszodát. Július 16-án Budapest megkapta a 2017-es junior úszó-világbajnokság rendezési jogát, amit már a felnőtt világbajnokság helyszínein rendeznek meg.
A FINA 2013. július 19-i barcelonai ülésén megtartott szavazáson Magyarország elnyerte a 2021-es világbajnokság rendezési jogát.
2015 februárjában a 2017-es világbajnokság rendezője, a mexikói Guadalajara visszalépett a rendezéstől. 2015 márciusában Magyarország átvállalta a 2017-es világbajnokság rendezését. A 2021-es világbajnokság megrendezésére új pályázatot írt ki a FINA.

## Az új pályázat

### Pályázók
A 2015. május végi határidőig hét ország jelezte rendezési szándékát: Argentína, Ausztrália (Melbourne vagy Sydney), Japán, Katar, Kína (Vuhan vagy Nanking), Németország és Törökország. 2016 januárjában a FINA budapesti vezetőségi ülésén a japán Fukuokának ítélték a rendezés lehetőségét.
| Pályázó országok | Rendező város | Eredmény               |
| ---------------- | ------------- | ---------------------- |
| Japán            | Fukuoka       | a győztes pályázó      |
| Katar            | Doha          | a 2024-es vb rendezője |
| Kína             | Nanking       | visszalépett           |

### A japán rendezés
2020 márciusában bejelentették, hogy a 2020. évi nyári olimpiai játékok elhalasztása miatt az eredetileg 2021. július 23. és augusztus 8. között megrendezendő világbajnokságnak új időpontot keresnek. Május elején a FINA nyilvánosságra hozta, hogy a versenyt 2022. május 14. és 30. között rendezik meg.
2022 januárjában Fukuoka városvezetése bejelentette, hogy a koronavírus-járvány miatt 2022-ben nem tudják megrendezni az úszó-világbajnokságot, helyette 2023 júniusában tartanák meg. A Nemzetközi Úszószövetség 2022 februárjában tette közzé, hogy a versenyeket 2023. július 14-e és 29-e között kívánják megtartani. Ezzel egy időben a FINA 2022 nyárára egy rendkívüli úszó-világbajnokság szervezésébe kezdett, aminek házigazdája Budapest lett.

## Menetrend
| ● | Nyitóünnepség | ● | Versenyszámok | ● | Döntők | ● | Záróünnepség | F | Férfi mérkőzések | N | Női mérkőzések |

| Július              | 14 | 15 | 16 | 17 | 18 | 19 | 20 | 21 | 22 | 23 | 24 | 25 | 26 | 27 | 28 | 29 | 30 | Összesen |
| ------------------- | -- | -- | -- | -- | -- | -- | -- | -- | -- | -- | -- | -- | -- | -- | -- | -- | -- | -------- |
| Ünnepségek          | ●  |    |    |    |    |    |    |    |    |    |    |    |    |    |    |    | ●  | –        |
| Úszás               |    |    |    |    |    |    |    |    |    | 5  | 4  | 5  | 5  | 5  | 5  | 6  | 7  | 42       |
| Nyílt vízi úszás    |    | 1  | 1  |    | 2  |    | 1  |    |    |    |    |    |    |    |    |    |    | 5        |
| Szinkronúszás       | ●  | 1  | 2  | 2  | 1  | 2  | 1  | 1  | 1  |    |    |    |    |    |    |    |    | 11       |
| Műugrás             | ●  | 3  | 2  | 2  | 1  | 1  | 1  | 1  | 2  |    |    |    |    |    |    |    |    | 13       |
| Szupertoronyugrás   |    |    |    |    |    |    |    |    |    |    |    | ●  | 1  | 1  |    |    |    | 2        |
| Vízilabda           |    |    | N  | F  | N  | F  | N  | F  | N  | F  | N  | F  | N  | F  | N  | F  |    | 2        |
| Összes aznapi döntő | 0  | 5  | 5  | 4  | 4  | 3  | 3  | 2  | 3  | 5  | 4  | 5  | 6  | 6  | 6  | 7  | 7  | 75       |
| Összesítés          | 0  | 5  | 10 | 14 | 18 | 21 | 24 | 26 | 29 | 34 | 38 | 43 | 49 | 55 | 61 | 68 | 75 | 75       |

## Magyar szereplés
| Érem      | Versenyző | Versenyszám                  | Dátum      |
| --------- | --- | ---------------------------- | ---------- |
| Aranyérem | Kós Hubert | Férfi 200 m hát              | július 28. |
| Aranyérem | Magyar férfi vízilabda-válogatott Angyal Dániel Fekete Gergő Jansik Szilárd Lévai Márton Manhercz Krisztián Nagy Ádám Német Toni Pohl Zoltán Varga Dénes Vámos Márton Vigvári Vendel Vogel Soma Zalánki Gergő | Férfi vízilabda              | július 29. |
| Ezüstérem | Rasovszky Kristóf | Férfi 10 km nyílt vízi úszás | július 16. |
| Ezüstérem | Fábián Bettina Olasz Anna Rasovszky Kristóf Betlehem Dávid | Csapat nyílt vízi úszás      | július 20. |

## Éremtáblázat
*    Japán (rendező)
  *    Magyarország
| Helyezés             | Nemzet                  | Arany | Ezüst | Bronz | Összesen |
| -------------------- | ----------------------- | ----- | ----- | ----- | -------- |
| 1.                   | Kína                    | 20    | 8     | 12    | 40       |
| 2.                   | Ausztrália              | 15    | 9     | 6     | 30       |
| 3.                   | Egyesült Államok        | 7     | 22    | 15    | 44       |
| 4.                   | Japán*                  | 4     | 1     | 5     | 10       |
| 5.                   | Franciaország           | 4     | 0     | 4     | 8        |
| 6.                   | Németország             | 4     | 0     | 3     | 7        |
| 7.                   | Spanyolország           | 3     | 2     | 4     | 9        |
| 8.                   | Olaszország             | 2     | 7     | 5     | 14       |
| 9.                   | Nagy-Britannia          | 2     | 5     | 5     | 12       |
| 10.                  | Kanada                  | 2     | 3     | 5     | 10       |
| 11.                  | Magyarország*           | 2     | 2     | 0     | 4        |
| 12.                  | Tunézia                 | 2     | 1     | 0     | 3        |
| 13.                  | Svédország              | 2     | 0     | 0     | 2        |
| 13.                  | Litvánia                | 2     | 0     | 0     | 2        |
| 15.                  | Hollandia               | 1     | 2     | 2     | 5        |
| 16.                  | Ausztria                | 1     | 2     | 0     | 3        |
| 17.                  | Dél-afrikai Köztársaság | 1     | 1     | 0     | 2        |
| 17.                  | Románia                 | 1     | 1     | 0     | 2        |
| 19.                  | Mexikó                  | 0     | 5     | 2     | 7        |
| 20.                  | Ukrajna                 | 0     | 1     | 1     | 2        |
| 21.                  | Portugália              | 0     | 1     | 0     | 1        |
| 21.                  | Görögország             | 0     | 1     | 0     | 1        |
| 21.                  | Kolumbia                | 0     | 1     | 0     | 1        |
| 21.                  | Lengyelország           | 0     | 1     | 0     | 1        |
| 21.                  | Hongkong                | 0     | 1     | 0     | 1        |
| 26.                  | Brazília                | 0     | 0     | 1     | 1        |
| 26.                  | Kazahsztán              | 0     | 0     | 1     | 1        |
| 26.                  | Svájc                   | 0     | 0     | 1     | 1        |
| 26.                  | Dél-Korea               | 0     | 0     | 1     | 1        |
| 26.                  | Új-Zéland               | 0     | 0     | 1     | 1        |
| Összesen (30 nemzet) | Összesen (30 nemzet)    | 75    | 77    | 74    | 226      |

## Eredmények

### Úszás
- WR – világrekord
- CR – világbajnoki rekord
- WJ – ifjúsági világrekord
- AF – Afrika-rekord
- AM – Amerika-rekord
- AS – Ázsia-rekord
- ER – Európa-rekord
- OC – Óceánia-rekord
- NR – országos rekord

A csillaggal jelölt úszók az előfutamban vettek részt, de érmet kaptak.

#### Nők
| Versenyszám            | Arany | Arany          | Ezüst | Ezüst      | Bronz | Bronz          |
| ---------------------- | --- | -------------- | --- | ---------- | --- | -------------- |
| 50 m gyorsúszás        | Sarah Sjöström · Svédország | 23,62          | Shayna Jack · Ausztrália | 24,10      | Zhang Yufei · Kína | 24,15          |
| 100 m gyorsúszás       | Mollie O′Callaghan · Ausztrália | 52,16          | Siobhán Haughey · Hongkong | 52,49      | Marrit Steenbergen · Hollandia | 52,71          |
| 200 m gyorsúszás       | Mollie O′Callaghan · Ausztrália | 1:52,85 WR     | Ariarne Titmus · Ausztrália | 1:53,01    | Summer McIntosh · Kanada | 1:53,65 WJ, NR |
| 400 m gyorsúszás       | Ariarne Titmus · Ausztrália | 3:55,38 WR     | Katie Ledecky · Egyesült Államok | 3:58,73    | Erika Fairweather · Új-Zéland | 3:59,59 NR     |
| 800 m gyorsúszás       | Katie Ledecky · Egyesült Államok | 8:08,87        | Li Bingjie · Kína | 8:13,31 AS | Ariarne Titmus · Ausztrália | 8:13,59 =OC    |
| 1500 m gyorsúszás      | Katie Ledecky · Egyesült Államok | 15:26,27       | Simona Quadarella · Olaszország | 15:43,31   | Li Bingjie · Kína | 15:45,71       |
| 50 m hátúszás          | Kaylee McKeown · Ausztrália | 27,08 OC       | Regan Smith · Egyesült Államok | 27,11      | Lauren Cox · Nagy-Britannia | 27,20          |
| 100 m hátúszás         | Kaylee McKeown · Ausztrália | 57,53 CR       | Regan Smith · Egyesült Államok | 57,78      | Katharine Berkoff · Egyesült Államok | 58,25          |
| 200 m hátúszás         | Kaylee McKeown · Ausztrália | 2:03,85        | Regan Smith · Egyesült Államok | 2:04,94    | Peng Xuwei · Kína | 2:06,74        |
| 50 m mellúszás         | Rūta Meilutytė · Litvánia | 29,16 WR       | Lilly King · Egyesült Államok | 29,94      | Benedetta Pilato · Olaszország | 30,04          |
| 100 m mellúszás        | Rūta Meilutytė · Litvánia | 1:04,62        | Tatjana Schoenmaker · Dél-afrikai Köztársaság | 1:05,84    | Lydia Jacoby · Egyesült Államok | 1:05,94        |
| 200 m mellúszás        | Tatjana Schoenmaker · Dél-afrikai Köztársaság | 2:20,80        | Kate Douglass · Egyesült Államok | 2:21,23    | Tes Schouten · Hollandia | 2:21,63 NR     |
| 50 m pillangóúszás     | Sarah Sjöström · Svédország | 24,77          | Zhang Yufei · Kína | 25,05 AS   | Gretchen Walsh · Egyesült Államok | 25,46          |
| 100 m pillangóúszás    | Zhang Yufei · Kína | 56,12          | Maggie Mac Neil · Kanada | 56,45      | Torri Huske · Egyesült Államok | 56,61          |
| 200 m pillangóúszás    | Summer McIntosh · Kanada | 2:04,06 AM, WJ | Elizabeth Dekkers · Ausztrália | 2:05,46    | Regan Smith · Egyesült Államok | 2:06,78        |
| 200 m vegyesúszás      | Kate Douglass · Egyesült Államok | 2:07,17        | Alexandra Walsh · Egyesült Államok | 2:07,97    | Yu Yiting · Kína | 2:08,74        |
| 400 m vegyesúszás      | Summer McIntosh · Kanada | 4:27,11 CR     | Katie Grimes · Egyesült Államok | 4:31,41    | Jenna Forrester · Ausztrália | 4:32,30        |
| 4 × 100 m gyorsváltó   | Ausztrália · Mollie O′Callaghan (52,08) · Shayna Jack (51,69) · Meg Harris (52,29) · Emma McKeon (51,90) · Brianna Throssell* · Madison Wilson*                                      | 3:27,96 WR     | Egyesült Államok · Gretchen Walsh (54,06) · Abbey Weitzeil (52,71) · Olivia Smoliga (52,88) · Kate Douglass (52,28) · Torri Huske* · Maxine Parker*                  | 3:31,93    | Kína · Cheng Yujie (53,39) · Yang Junxuan (53,53) · Wu Qingfeng (52,64) · Zhang Yufei (52,84) · Ai Yanhan* · Zhu Menghui*                      | 3:32,40 AS     |
| 4 × 200 m gyorsváltó   | Ausztrália · Mollie O′Callaghan (1:53,66) · Shayna Jack (1:55,63) · Brianna Throssell (1:55,80) · Ariarne Titmus (1:52,41) · Madison Wilson* · Lani Pallister* · Kiah Melverton*     | 7:37,50 WR     | Egyesült Államok · Erin Gemmell (1:55,97) · Katie Ledecky (1:54,39) · Bella Sims (1:54,64) · Alex Shackell (1:56,38) · Leah Smith* · Anna Peplowski*                 | 7:41,38    | Kína · Li Bingjie (1:55,83) · Li Jiaping (1:58,54) · Ai Yanhan (1:55,57) · Liu Yaxin (1:55,46) · Yang Peiqi* · Ge Chutong*                     | 7:44,40        |
| 4 × 100 m vegyes váltó | Egyesült Államok · Regan Smith (57,68) · Lilly King (1:04,93) · Gretchen Walsh (57,06) · Kate Douglass (52,41) · Katharine Berkoff* · Lydia Jacoby* · Torri Huske* · Abbey Weitzeil* | 3:52,08        | Ausztrália · Kaylee McKeown (57,91) · Abbey Harkin (1:07,07) · Emma McKeon (56,44) · Mollie O′Callaghan (51,95) · Madison Wilson* · Brianna Throssell* · Meg Harris* | 3:53,37    | Kanada · Kylie Masse (58,74) · Sophie Angus (1:06,21) · Maggie Mac Neil (55,69) · Summer McIntosh (53,48) · Ingrid Wilm* · Mary-Sophie Harvey* | 3:54,12        |

### Műugrás

#### Férfiak
| Versenyszám        | Arany                                                     | Arany  | Ezüst                                           | Ezüst  | Bronz                                         | Bronz  |
| ------------------ | --------------------------------------------------------- | ------ | ----------------------------------------------- | ------ | --------------------------------------------- | ------ |
| 1 m műugrás        | Peng Csien-feng (Peng Jianfeng) · Kína                    | 440,45 | Osmar Olvera · Mexikó                           | 428,85 | Zheng Jiuyuan · Kína                          | 418,30 |
| 3 m műugrás        | Vang Cung-jüan (Wang Zongyuan) · Kína                     | 538,10 | Osmar Olvera · Mexikó                           | 507,50 | Long Daoyi · Kína                             | 499,75 |
| 10 m toronyugrás   | Cassiel Rousseau · Ausztrália                             | 520,85 | Lien Csün-csie (Lian Junjie) · Kína             | 512,35 | Jang Hao (Yang Hao) · Kína                    | 504,00 |
| 3 m szinkronugrás  | Kína · Long Daoyi · Wang Zongyuan                         | 456,33 | Nagy-Britannia · Anthony Harding · Jack Laugher | 424,62 | Franciaország · Jules Bouyer · Alexis Jandard | 389,10 |
| 10 m szinkronugrás | Kína · Lien Csün-csie (Lian Junjie) · Jang Hao (Yang Hao) | 477,75 | Ukrajna · Kirill Boljuh · Olekszij Szereda      | 439,32 | Mexikó · Kevin Berlín · Randal Willars        | 434,16 |

#### Nők
| Versenyszám        | Arany                                                             | Arany  | Ezüst                                                     | Ezüst  | Bronz                                                 | Bronz  |
| ------------------ | ----------------------------------------------------------------- | ------ | --------------------------------------------------------- | ------ | ----------------------------------------------------- | ------ |
| 1 m műugrás        | Lin Shan · Kína                                                   | 318,60 | Li Yajie · Kína                                           | 306,35 | Aranza Vázquez · Mexikó                               | 240,25 |
| 3 m műugrás        | Csen Ji-ven (Chen Yiwen) · Kína                                   | 359,50 | Csang Ja-ni (Chang Yani) · Kína                           | 341,50 | Pamela Ware · Kanada                                  | 332,00 |
| 10 m toronyugrás   | Csen Jü-hszi (Chen Yuxi) · Kína                                   | 457,85 | Csüan Hung-csan (Quan Hongchan) · Kína                    | 445,60 | Caeli McKay · Kanada                                  | 340,25 |
| 3 m szinkronugrás  | Kína · Csang Ja-ni (Chang Yani) · Csen Ji-ven (Chen Yiwen)        | 341,94 | Nagy-Britannia · Yasmin Harper · Scarlett Mew Jensen      | 296,58 | Olaszország · Elena Bertocchi · Chiara Pellacani      | 285,99 |
| 10 m szinkronugrás | Kína · Csen Jü-hszi (Chen Yuxi) · Csüan Hung-csan (Quan Hongchan) | 369,84 | Nagy-Britannia · Andrea Spendolini-Sirieix · Lois Toulson | 311,76 | Egyesült Államok · Jessica Parratto · Delaney Schnell | 294,42 |

#### Vegyes
| Versenyszám        | Arany                                                                     | Arany  | Ezüst                                                                      | Ezüst  | Bronz                                                                            | Bronz  |
| ------------------ | ------------------------------------------------------------------------- | ------ | -------------------------------------------------------------------------- | ------ | -------------------------------------------------------------------------------- | ------ |
| 3 m szinkronugrás  | Kína · Zhu Zifeng · Lin Shan                                              | 326,10 | Ausztrália · Domonic Bedggood · Maddison Keeney                            | 307,38 | Olaszország · Matteo Santoro · Chiara Pellacani                                  | 294,12 |
| 10 m szinkronugrás | Kína · Wang Feilong · Csang Csia-csi (Zhang Jiaqi)                        | 339,54 | Mexikó · Diego Balleza · Viviana del Ángel                                 | 313,44 | Japán · Itó Hiroki · Itahasi Minami                                              | 305,34 |
| Csapatverseny      | Kína · Bai Yuming · Zheng Jiuyuan · Sze Ja-csie (Si Yajie) · Zhang Minjie | 489,65 | Mexikó · Gabriela Agúndez · Jahir Ocampo · Randal Willars · Aranza Vázquez | 455,35 | Németország · Christina Wassen · Moritz Wesemann · Lena Hentschel · Timo Barthel | 432,15 |

### Szupertoronyugrás
| Versenyszám | Arany                         | Arany  | Ezüst                   | Ezüst  | Bronz                     | Bronz  |
| ----------- | ----------------------------- | ------ | ----------------------- | ------ | ------------------------- | ------ |
| Férfi       | Constantin Popovici · Románia | 472,80 | Cătălin Preda · Románia | 438,45 | Gary Hunt · Franciaország | 426,30 |
| Női         | Rhiannan Iffland · Ausztrália | 357,40 | Molly Carlson · Kanada  | 322,80 | Jessica Macaulay · Kanada | 320,95 |

### Szinkronúszás

#### Férfiak
| Versenyszám           | Arany                                 | Arany    | Ezüst                             | Ezüst    | Bronz                             | Bronz    |
| --------------------- | ------------------------------------- | -------- | --------------------------------- | -------- | --------------------------------- | -------- |
| Egyéni szabad program | Dennis González · Spanyolország       | 193,0334 | Gustavo Sánchez · Kolumbia        | 189,9625 | Kenneth Gaudet · Egyesült Államok | 179,5562 |
| Egyéni rövid program  | Fernando Díaz del Río · Spanyolország | 224,5550 | Kenneth Gaudet · Egyesült Államok | 216,8000 | Eduard Kim · Kazahsztán           | 216,0000 |

#### Nők
| Versenyszám           | Arany                                                     | Arany    | Ezüst                                           | Ezüst    | Bronz                                     | Bronz    |
| --------------------- | --------------------------------------------------------- | -------- | ----------------------------------------------- | -------- | ----------------------------------------- | -------- |
| Egyéni szabad program | Inui Jukiko · Japán                                       | 254,6062 | Vasiliki Alexandri · Ausztria                   | 229,3251 | Kate Shortman · Nagy-Britannia            | 219,9542 |
| Egyéni rövid program  | Inui Jukiko · Japán                                       | 276,5717 | Vasiliki Alexandri · Ausztria                   | 264,4200 | Iris Tió · Spanyolország                  | 254,2100 |
| Páros szabad program  | Ausztria · Anna-Maria Alexandri · Eirini-Marina Alexandri | 255,4583 | Kína · Wang Liuyi · Wang Qianyi                 | 255,2480 | Japán · Moe Higa · Mashiro Yasunaga       | 249,5167 |
| Páros rövid program   | Japán · Moe Higa · Mashiro Yasunaga                       | 273,9500 | Olaszország · Linda Cerruti · Lucrezia Ruggiero | 263,0334 | Spanyolország · Alisa Ozhogina · Iris Tió | 257,8368 |

#### Vegyes
| Versenyszám           | Arany                                           | Arany    | Ezüst                                         | Ezüst    | Bronz                                              | Bronz    |
| --------------------- | ----------------------------------------------- | -------- | --------------------------------------------- | -------- | -------------------------------------------------- | -------- |
| Vegyes szabad program | Kína · Cseng Ven-tao (Cheng Wentao) · Shi Haoyu | 225,1020 | Mexikó · Itzamary González · Diego Villalobos | 192,5500 | Spanyolország · Dennis González · Mireia Hernández | 183,4207 |
| Vegyes rövid program  | Japán · Tomoka Sato · Yotaro Sato               | 255,5066 | Spanyolország · Dennis González · Emma García | 248,0499 | Kína · Cseng Ven-tao (Cheng Wentao) · Shi Haoyu    | 247,3033 |

#### Csapat
| Versenyszám           | Arany | Arany    | Ezüst | Ezüst    | Bronz | Bronz    |
| --------------------- | --- | -------- | --- | -------- | --- | -------- |
| Kombinációs kűr       | Kína · Chang Hao · Cseng Ven-tao (Cheng Wentao) · Feng Jü (Feng Yu) · Shi Haoyu · Wang Ciyue · Xiang Binxuan · Hsziao Jen-ning (Xiao Yanning) · Zhang Yayi | 238,0033 | Egyesült Államok · Anita Álvarez · Jaime Czarkowski · Nicole Dzurko · Keana Hunter · Audrey Kwon · Calista Liu · Bill May · Daniella Ramirez                 | 232,4033 | Japán · Moka Fujii · Ikoi Hirota · Moeka Kiijima · Tomoka Sato · Yotaro Sato · Hikari Suzuki · Janagiszava Akane · Josida Megumu                                                 | 220,5867 |
| Csapat szabad program | Kína · Chang Hao · Feng Jü (Feng Yu) · Wang Ciyue · Wang Liuyi · Wang Qianyi · Xiang Binxuan · Hsziao Jen-ning (Xiao Yanning) · Zhang Yayi                 | 329,1687 | Japán · Moe Higa · Moeka Kijima · Uta Kobayashi · Ayano Shimada · Ami Wada · Janagiszava Akane · Mashiro Yasunaga · Josida Megumu                            | 317,8085 | Ukrajna · Marina Alekszijiva · Vladiszlava Alekszijiva · Marta Fjegyina · Veronika Hryshko · Daria Moshynska · Anhelina Ovchynnikova · Anastasiia Shmonina · Valeriya Tyshchenko | 256,2415 |
| Csapat rövid program  | Spanyolország · Cristina Arámbula · Marina García Polo · Meritxell Mas · Alisa Ozhogina · Paula Ramírez · Sara Saldaña · Iris Tió · Blanca Toledano        | 281,6893 | Olaszország · Linda Cerruti · Marta Iacoacci · Sofia Mastroianni · Enrica Piccoli · Lucrezia Ruggiero · Isotta Sportelli · Giulia Vernice · Francesca Zunino | 274,5155 | Egyesült Államok · Anita Álvarez · Jaime Czarkowski · Megumi Field · Audrey Kwon · Jacklyn Luu · Daniella Ramirez · Ruby Remati · Natalia Vega                                   | 273,7396 |

* - tartalék versenyzők

### Nyílt vízi úszás

#### Férfiak
| Versenyszám | Arany                           | Arany     | Ezüst                              | Ezüst     | Bronz                           | Bronz     |
| ----------- | ------------------------------- | --------- | ---------------------------------- | --------- | ------------------------------- | --------- |
| 5 km        | Florian Wellbrock · Németország | 55:58,0   | Gregorio Paltrinieri · Olaszország | 54:02,5   | Domenico Acerenza · Olaszország | 54:04,2   |
| 10 km       | Florian Wellbrock · Németország | 1:50:40,3 | Rasovszky Kristóf · Magyarország   | 1:50:59,0 | Oliver Klemet · Németország     | 1:51:00,8 |

#### Nők
| Versenyszám | Arany                     | Arany     | Ezüst                             | Ezüst     | Bronz                           | Bronz     |
| ----------- | ------------------------- | --------- | --------------------------------- | --------- | ------------------------------- | --------- |
| 5 km        | Leonie Beck · Németország | 59:31,7   | Sharon van Rouwendaal · Hollandia | 59:32,7   | Ana Marcela Cunha · Brazília    | 59:33,9   |
| 10 km       | Leonie Beck · Németország | 2:02:34,0 | Chelsea Gubecka · Ausztrália      | 2:02:38,1 | Katie Grimes · Egyesült Államok | 2:02:42,3 |

#### Csapat
| Versenyszám | Arany                                                                                         | Arany     | Ezüst                                                                           | Ezüst     | Bronz                                                                      | Bronz     |
| ----------- | --------------------------------------------------------------------------------------------- | --------- | ------------------------------------------------------------------------------- | --------- | -------------------------------------------------------------------------- | --------- |
| Csapat      | Olaszország · Barbara Pozzobon · Ginevra Taddeucci · Domenico Acerenza · Gregorio Paltrinieri | 1:10:31,2 | Magyarország · Fábián Bettina · Olasz Anna · Rasovszky Kristóf · Betlehem Dávid | 1:10:35,3 | Ausztrália · Chelsea Gubecka · Moesha Johnson · Nicholas Sloman · Kyle Lee | 1:11:26,7 |

### Vízilabda
| Versenyszám | Arany        | Ezüst         | Bronz         |
| ----------- | ------------ | ------------- | ------------- |
| Férfi       | Magyarország | Görögország   | Spanyolország |
| Női         | Hollandia    | Spanyolország | Olaszország   |